# Rozłogi

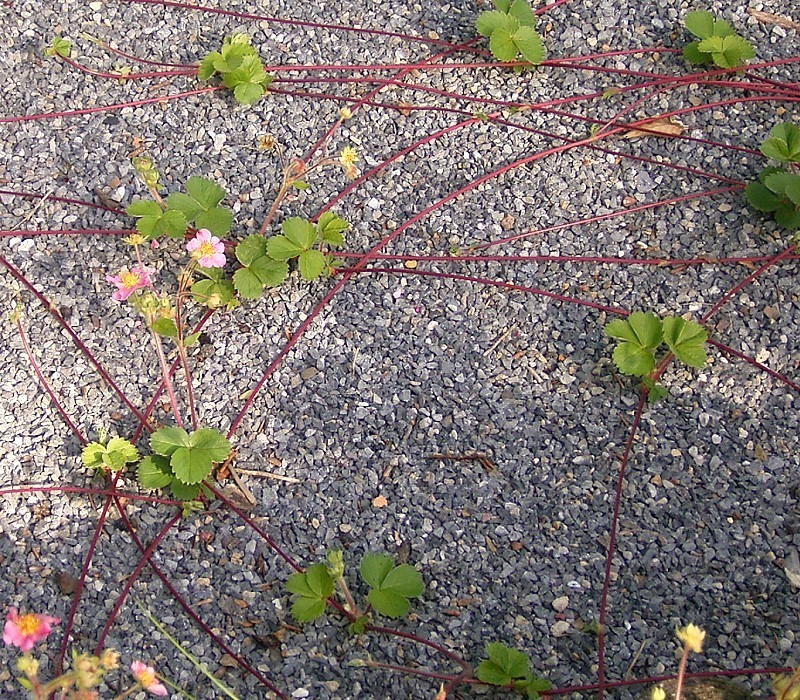
Rozłogi truskawki

Rozłogi (ang. stolons, łac. stolones) – wydłużone pędy roślin płożące się pod powierzchnią ziemi lub tuż nad nią. Zgrubiałe podziemne rozłogi nazywane są kłączami. Według większości ujęć nazwa rozłogi odnosi się wyłącznie do pędów nadziemnych. Rozłogi mają długie międzywęźla, zaś w węzłach zredukowane, łuskowate liście. Z pąka co drugiego liścia powstaje nowy pęd, a równocześnie w węzłach powstają korzenie przybyszowe. Główną funkcją rozłogów jest rozmnażanie wegetatywne. Po obumarciu rośliny macierzystej lub oddzieleniu się od niej (co następuje w wyniku obumarcia łączącego z nią rozłogu), stają się samodzielnymi roślinami.
Przykładem roślin wytwarzających rozłogi są poziomki i dąbrówka rozłogowa. Chwasty wytwarzające rozłogi należą do uciążliwych do zwalczenia.